# Brachypalpus olivaceus
Brachypalpus olivaceus är en tvåvingeart som först beskrevs av Johann Wilhelm Meigen 1822.  Brachypalpus olivaceus ingår i släktet mulmblomflugor, och familjen blomflugor.
Artens utbredningsområde är Tyskland. Inga underarter finns listade i Catalogue of Life.